# Кубок Таїланду з футболу 2020—2021
Кубок Таїланду з футболу 2020-21 — 28-й розіграш кубкового футбольного турніру в Таїланді. Титул втретє здобув Чіанграй Юнайтед.

## Календар
| Раунд                 | Дата               | Матчі | Клуби   |
| --------------------- | ------------------ | ----- | ------- |
| Кваліфікаційний раунд | 30 вересня 2020    | 27    | 91 → 64 |
| 1/32 фіналу           | 7-8 листопада 2020 | 32    | 64 → 32 |
| 1/16 фіналу           | 5-30 грудня 2020   | 16    | 32 → 16 |
| 1/8 фіналу            | 3 лютого 2021      | 8     | 16 → 8  |
| 1/4 фіналу            | 3 квітня 2021      | 4     | 8 → 4   |
| 1/2 фіналу            | 7 квітня 2021      | 2     | 4 → 2   |
| Фінал                 | 11 квітня 2021     | 1     | 2 → 1   |

## 1/8 фіналу
| Команда 1            | Рахунок      | Команда 2          |
| -------------------- | ------------ | ------------------ |
| 3 лютого 2021        |              |                    |
| Муанглей Юнайтед (3) | 2:5          | Чіанграй Юнайтед   |
| Удон Юнайтед (3)     | 0:2          | Бангкок Юнайтед    |
| Сонгкхла (3)         | 1:2 дч       | Ратчабурі          |
| Муангкан Юнайтед (3) | 1:0          | Нонгбуа Пітчая (2) |
| Порт                 | 0:0 пен. 8:9 | Бурірам Юнайтед    |
| Трат                 | 1:0          | Чіангмай (2)       |
| Чонбурі              | 3:0          | Супханбурі         |
| Муанг Тонг Юнайтед   | 1:0          | Самут Пракан Сіті  |

## 1/4 фіналу
| Команда 1        | Рахунок | Команда 2            |
| ---------------- | ------- | -------------------- |
| 3 квітня 2021    |         |                      |
| Бангкок Юнайтед  | 2:1     | Ратчабурі            |
| Чіанграй Юнайтед | 2:1     | Муангкан Юнайтед (3) |
| Чонбурі          | 5:1     | Трат                 |
| Бурірам Юнайтед  | 2:0     | Муанг Тонг Юнайтед   |

## 1/2 фіналу
| Команда 1       | Рахунок | Команда 2        |
| --------------- | ------- | ---------------- |
| 7 квітня 2021   |         |                  |
| Бангкок Юнайтед | 1:2     | Чіанграй Юнайтед |
| Чонбурі         | 2:1     | Бурірам Юнайтед  |

## Фінал
| 11 квітня 2021 14:00 (EEST) |

| Чіанграй Юнайтед                                      | 1:1      | Чонбурі                                               |
| ----------------------------------------------------- | -------- | ----------------------------------------------------- |
| Тіатракул 40'                                         | Протокол | Руангтханарот 30'                                     |
|                                                       | Пенальті |                                                       |
| Савасдее · Сукїттхаммакул · Хомсан · Леаох · Поомкаев | 4:3      | Каман · Еліандро · Канітсрібампен · Пхонса · Тавікарн |

| Таммасат Стедіум, Патхумтхані Глядачів: 0 Арбітр: Чаірег Нгамсом |